# Jorge Letelier
Jorge Letelier Núñez (n. Antofagasta; 1887 - f. Santiago de Chile; 1966) fue un pintor chileno, que introdujo con otros las vanguardias en Chile.

## Biografía
Cursó estudios en la Escuela de Bellas Artes de Santiago, recibiendo el magisterio de Fernando Álvarez de Sotomayor y de Richon Brunet. Posteriormente, amplió estudios en Francia, entrando en contacto con las vanguardias, siendo uno de los integrantes del Grupo Montparnasse. El impacto que le supuso conocer el expresionismo hizo que su obra se centrase en rincones de grandes ciudades de forma melancólica y angustiosa. En una segunda fase de su obra, se aprecia un mayor lirismo y vitalidad, decantándose por los espacios rurales. Tiene obra en el Museo de Arte Contemporáneo de Chile.